# Cernipotok
Cernipotok (horvátul: Crni Potok) falu Horvátországban, Sziszek-Monoszló megyében. Közigazgatásilag Topuszkához tartozik.

## Fekvése
Sziszektől légvonalban 48, közúton 65 km-re délnyugatra, községközpontjától légvonalban 10, közúton 16 km-re délnyugatra, az úgynevezett Báni végvidéken, a Kordun területén, a Petrova gora déli lábánál, a Glina folyó völgyétől északra, az azonos nevű patak völgyében fekszik.

## Története
Területe a 11. század végétől magyar-horvát királyok uralma alatt volt. A 13. század elején a közeli Topuszkán II. András magyar király cisztercita apátságot alapított. 
A 16. században ezt a vidéket is egyre többször érték török támadások, majd 1556-ban az Oszmán Birodalom több évszázadra megszállta a területét. A karlócai békével ez a terület is felszabadult a török megszállás alól, majd a Katonai határőrvidék része lett. A 17. század végétől a hódoltsági területekről nagy számú szerb lakosság érkezett és telepedett le itt végleg. A katonai közigazgatás 1881-ig tartott. Ezután Zágráb vármegye Vrginmosti járásának része volt. A településnek 1869-ben 795, 1910-ben 1016 lakosa volt. 1918-ban a Szerb-Horvát-Szlovén Királyság, majd 1929-ben Jugoszlávia része lett. A lakosság többsége szerb nemzetiségű volt jelentősebb bosnyák kisebbséggel. 
1941 és 1945 között a falu a Független Horvát Állam része volt. A szerb lakosságból sokan csatlakoztak a partizán egységekhez. A háború négy éve alatt a harcokban és a megtorlások során 318 cernipotoki lakos esett el, illetve esett áldozatul. A háború összes halálos áldozatainak száma pedig 376 volt. A délszláv háború idején 1991-ben a település lakossága a szerb erőket támogatta. A horvát hadsereg a Vihar hadművelet keretében 1995. augusztus 7-én foglalta el települést. A szerb lakosság legnagyobb része elmenekült, de közülük később többen visszatértek. A háború után elkezdődött az újjáépítés, az élet úgy-ahogy normalizálódott. Az településnek 2011-ben 153 lakosa volt.

## Lakosság
| Lakosság változása | Lakosság változása | Lakosság változása | Lakosság változása | Lakosság változása | Lakosság változása | Lakosság változása | Lakosság változása | Lakosság változása | Lakosság változása | Lakosság változása | Lakosság változása | Lakosság változása | Lakosság változása | Lakosság változása | Lakosság változása |
| ------------------ | ------------------ | ------------------ | ------------------ | ------------------ | ------------------ | ------------------ | ------------------ | ------------------ | ------------------ | ------------------ | ------------------ | ------------------ | ------------------ | ------------------ | ------------------ |
| 1857               | 1869               | 1880               | 1890               | 1900               | 1910               | 1921               | 1931               | 1948               | 1953               | 1961               | 1971               | 1981               | 1991               | 2001               | 2011               |
| 0                  | 795                | 846                | 964                | 1.018              | 1.016              | 1.013              | 1.156              | 740                | 790                | 701                | 542                | 433                | 377                | 178                | 153                |

(1857-ben lakosságát Peckéhez számították.)